# Velódromo Hernán Llerena
El Velódromo Hernán Llerena antes Velódromo de Cerro Juli es el nombre que recibe un recinto deportivo localizado en la ciudad de Arequipa en el Departamento del mismo nombre en el extremo meridional del país suramericano de Perú.
Recibe su nombre actual en 2009 en honor de Hernán Llerena, ciclista peruano ganador de medalla de bronce en persecución individual en los Juegos Panamericanos de 1951 celebrados en Buenos Aires, en Argentina.
Es usado habitualmente para campeonatos de ciclismo y en eventos organizados por la Federación Deportiva de Ciclismo de Perú y el Instituto Peruano del Deporte.